# ماغنو باتيستا دا سيلفا
ماغنو باتيستا دا سيلفا هو لاعب كرة قدم برازيلي في مركز الوسط، ولد في 21 سبتمبر 1985 في كوروريبي في البرازيل. لعب مع سانتو أندريه ونادي داماش غيلان ونادي غسترش فولاد ونادي نفط طهران ونادي نوفو هامبورغو.

## وصلات خارجية
- ماغنو باتيستا دا سيلفا على موقع قاعدة بيانات كرة القدم.إي يو (الإنجليزية)
- ماغنو باتيستا دا سيلفا على موقع Soccerway.com (الإنجليزية)